# Шнеринг, Ганс Георг
Ганс Георг фон Шнеринг (нем. Hans Georg von Schnering; 1931—2010) — немецкий химик; профессор неорганической химии в Мюнстерском университете, почётный профессор Штутгартского университета, директор Института Макса Планка по исследованию твердого тела.

## Биография
Родился 6 июля 1931 года в Ранисе (Тюрингия) в семье врача. 
Сначала учился на пекаря. С 1951 года стал изучать химию в Мюнстерском университете. В 1958 году защитил дипломную работу в 1958 году у Вильгельма Клемма, а через два года получил докторскую степень. В 1964 году с целью хабилитации представил в Мюнстерском университете сочинение «Beiträge zur Chemie binärer und ternärer Halogeno- und Oxoverbindungen der Metalle» и в 1966 году стал профессором специальной неорганической химии в Мюнстерском университете. 
В 1975 году он был назначен директором Института Макса Планка по исследованию твердого тела в Штутгарте.
С 1990 года до выхода на пенсию в 1997 году он был профессором Франкфуртского университета

## Научные исследования
Основными направлениями его работы были структурная химия и химия твердого тела. Особый вклад был сделан в области структурной химии соединений со связями металл-металл; он заложил основы кластерной химии переходных металлов. Он также исследовал полифосфиды и -арсениды, обнаружил «уфозан». Им же была исследована химия сложных фторидов, гидроксидов и гидратов. С помощью релятивистских эффектов объяснил существование фторида ртути. Он также разработал систему периодических узловых поверхностей (PNS), свойства которых дают информацию о связи между кривизной и свойством, позволяя описать химическую связь дифференциальной геометрией. Это позволяет определять взаимосвязи между структурой и свойством кристаллов. 
Кроме того, он работал над разработкой функции электронной локализации (ELF).
Был почётным доктором Женевского университета, технологического института Карлсруэ и Вюрцбургского университета; действительный член Гейдельбергской академии наук (1983) и Академии наук Леопольдина (1987).
Умер 22 июля 2010 года в Айдлингене.